# Distretti dello Zambia

Distretti dello Zambia

I distretti dello Zambia sono la suddivisione territoriale di secondo livello del Paese, dopo le province, e sono pari a 116 (agosto 2023).

## Elenco
Di seguito l'elenco dei distretti suddivisi per provincia.
| Provincia                                 | Distretto     | Superficie km² |
| ----------------------------------------- | ------------- | -------------- |
| Provincia Centrale (11 distretti)         | Chibombo      | 8 215          |
| Provincia Centrale (11 distretti)         | Chisamba      | 5 215          |
| Provincia Centrale (11 distretti)         | Chitambo      | 6 085          |
| Provincia Centrale (11 distretti)         | Kabwe         | 1 572          |
| Provincia Centrale (11 distretti)         | Kapiri Mposhi | 9 707          |
| Provincia Centrale (11 distretti)         | Luano         | 9 191          |
| Provincia Centrale (11 distretti)         | Mkushi        | 8 458          |
| Provincia Centrale (11 distretti)         | Mumbwa        | 19 771         |
| Provincia Centrale (11 distretti)         | Ngabwe        | 7 199          |
| Provincia Centrale (11 distretti)         | Serenje       | 17 389         |
| Provincia Centrale (11 distretti)         | Shibuyunji    | 1 729          |
| Provincia di Copperbelt (10 distretti)    | Chililabombwe | 1 019          |
| Provincia di Copperbelt (10 distretti)    | Chingola      | 1 731          |
| Provincia di Copperbelt (10 distretti)    | Kalulushi     | 1 031          |
| Provincia di Copperbelt (10 distretti)    | Kitwe         | 807            |
| Provincia di Copperbelt (10 distretti)    | Luanshya      | 927            |
| Provincia di Copperbelt (10 distretti)    | Lufwanyama    | 11 360         |
| Provincia di Copperbelt (10 distretti)    | Masaiti       | 3 680          |
| Provincia di Copperbelt (10 distretti)    | Mpongwe       | 8 327          |
| Provincia di Copperbelt (10 distretti)    | Mufulira      | 1 272          |
| Provincia di Copperbelt (10 distretti)    | Ndola         | 954            |
| Provincia Orientale (15 distretti)        | Chadiza       | 1 600          |
| Provincia Orientale (15 distretti)        | Chama         | 17 287         |
| Provincia Orientale (15 distretti)        | Chasefu       | 2 930          |
| Provincia Orientale (15 distretti)        | Chipangali    | 2 681          |
| Provincia Orientale (15 distretti)        | Chipata       | 1 684          |
| Provincia Orientale (15 distretti)        | Kasenengwa    | 1 975          |
| Provincia Orientale (15 distretti)        | Katete        | 2 471          |
| Provincia Orientale (15 distretti)        | Lumezi        | 9 815          |
| Provincia Orientale (15 distretti)        | Lundazi       | 1 379          |
| Provincia Orientale (15 distretti)        | Lusangazi     | 3 688          |
| Provincia Orientale (15 distretti)        | Mambwe        | 5 746          |
| Provincia Orientale (15 distretti)        | Nyimba        | 10 556         |
| Provincia Orientale (15 distretti)        | Petauke       | 3 487          |
| Provincia Orientale (15 distretti)        | Sinda         | 2 624          |
| Provincia Orientale (15 distretti)        | Vubwi         | 946            |
| Provincia di Luapula (12 distretti)       | Chembe        | 2 160          |
| Provincia di Luapula (12 distretti)       | Chienge       | 3 791          |
| Provincia di Luapula (12 distretti)       | Chifunabuli   | 3 059          |
| Provincia di Luapula (12 distretti)       | Chipili       | 4 218          |
| Provincia di Luapula (12 distretti)       | Kawambwa      | 8 000          |
| Provincia di Luapula (12 distretti)       | Lunga         | 3 798          |
| Provincia di Luapula (12 distretti)       | Mansa         | 7 673          |
| Provincia di Luapula (12 distretti)       | Milenge       | 6 063          |
| Provincia di Luapula (12 distretti)       | Mwansabombwe  | 1 214          |
| Provincia di Luapula (12 distretti)       | Mwense        | 2 407          |
| Provincia di Luapula (12 distretti)       | Nchelenge     | 4 091          |
| Provincia di Luapula (12 distretti)       | Samfya        | 3 285          |
| Provincia di Lusaka (6 distretti)         | Chilanga      | 1 358          |
| Provincia di Lusaka (6 distretti)         | Chongwe       | 2 439          |
| Provincia di Lusaka (6 distretti)         | Kafue         | 4 486          |
| Provincia di Lusaka (6 distretti)         | Luangwa       | 3 891          |
| Provincia di Lusaka (6 distretti)         | Lusaka        | 419            |
| Provincia di Lusaka (6 distretti)         | Rufunsa       | 9 495          |
| Provincia di Muchinga (8 distretti)       | Chinsali      | 6 242          |
| Provincia di Muchinga (8 distretti)       | Isoka         | 4 743          |
| Provincia di Muchinga (8 distretti)       | Kanchibiya    | 8 768          |
| Provincia di Muchinga (8 distretti)       | Lavushimanda  | 14 147         |
| Provincia di Muchinga (8 distretti)       | Mafinga       | 4 145          |
| Provincia di Muchinga (8 distretti)       | Mpika         | 17 131         |
| Provincia di Muchinga (8 distretti)       | Nakonde       | 4 733          |
| Provincia di Muchinga (8 distretti)       | Shiwang'andu  | 9 201          |
| Provincia Nord-Occidentale (11 distretti) | Chavuma       | 4 834          |
| Provincia Nord-Occidentale (11 distretti) | Ikelenge      | 2 201          |
| Provincia Nord-Occidentale (11 distretti) | Kabompo       | 7 122          |
| Provincia Nord-Occidentale (11 distretti) | Kalumbila     | 16 428         |
| Provincia Nord-Occidentale (11 distretti) | Kasempa       | 21 877         |
| Provincia Nord-Occidentale (11 distretti) | Manyinga      | 7 423          |
| Provincia Nord-Occidentale (11 distretti) | Mufumbwe      | 18 879         |
| Provincia Nord-Occidentale (11 distretti) | Mushindamo    | 10 442         |
| Provincia Nord-Occidentale (11 distretti) | Mwinilunga    | 18 713         |
| Provincia Nord-Occidentale (11 distretti) | Solwezi       | 3 341          |
| Provincia Nord-Occidentale (11 distretti) | Zambezi       | 13 974         |
| Provincia Settentrionale (12 distretti)   | Chilubi       | 5 162          |
| Provincia Settentrionale (12 distretti)   | Kaputa        | 5 022          |
| Provincia Settentrionale (12 distretti)   | Kasama        | 10 580         |
| Provincia Settentrionale (12 distretti)   | Lunte         | 7 773          |
| Provincia Settentrionale (12 distretti)   | Lupososhi     | 4 117          |
| Provincia Settentrionale (12 distretti)   | Luwingu       | 4 893          |
| Provincia Settentrionale (12 distretti)   | Mbala         | 3 346          |
| Provincia Settentrionale (12 distretti)   | Mporokoso     | 4 187          |
| Provincia Settentrionale (12 distretti)   | Mpulungu      | 10 069         |
| Provincia Settentrionale (12 distretti)   | Mungwi        | 9 761          |
| Provincia Settentrionale (12 distretti)   | Nsama         | 7 480          |
| Provincia Settentrionale (12 distretti)   | Senga Hill    | 5 185          |
| Provincia Meridionale (15 distretti)      | Chikankata    | 2 689          |
| Provincia Meridionale (15 distretti)      | Chirundu      | 1 395          |
| Provincia Meridionale (15 distretti)      | Choma         | 5 185          |
| Provincia Meridionale (15 distretti)      | Gwembe        | 4 002          |
| Provincia Meridionale (15 distretti)      | Itezhi-Tezhi  | 15 767         |
| Provincia Meridionale (15 distretti)      | Kalomo        | 8 384          |
| Provincia Meridionale (15 distretti)      | Kazungula     | 18 035         |
| Provincia Meridionale (15 distretti)      | Livingstone   | 689            |
| Provincia Meridionale (15 distretti)      | Mazabuka      | 4 025          |
| Provincia Meridionale (15 distretti)      | Monze         | 4 788          |
| Provincia Meridionale (15 distretti)      | Namwala       | 5 685          |
| Provincia Meridionale (15 distretti)      | Pemba         | 1 866          |
| Provincia Meridionale (15 distretti)      | Siavonga      | 2 558          |
| Provincia Meridionale (15 distretti)      | Sinazongwe    | 4 830          |
| Provincia Meridionale (15 distretti)      | Zimba         | 5 452          |
| Provincia Occidentale (16 distretti)      | Kalabo        | 9 081          |
| Provincia Occidentale (16 distretti)      | Kaoma         | 8 993          |
| Provincia Occidentale (16 distretti)      | Limulunga     | 3 926          |
| Provincia Occidentale (16 distretti)      | Luampa        | 10 259         |
| Provincia Occidentale (16 distretti)      | Lukulu        | 9 410          |
| Provincia Occidentale (16 distretti)      | Mitete        | 6 394          |
| Provincia Occidentale (16 distretti)      | Mongu         | 6 005          |
| Provincia Occidentale (16 distretti)      | Mulobezi      | 12 185         |
| Provincia Occidentale (16 distretti)      | Mwandi        | 5 810          |
| Provincia Occidentale (16 distretti)      | Nalolo        | 4 764          |
| Provincia Occidentale (16 distretti)      | Nkeyema       | 3 774          |
| Provincia Occidentale (16 distretti)      | Senanga       | 10 660         |
| Provincia Occidentale (16 distretti)      | Sesheke       | 11 772         |
| Provincia Occidentale (16 distretti)      | Shangombo     | 7 774          |
| Provincia Occidentale (16 distretti)      | Sikongo       | 8 087          |
| Provincia Occidentale (16 distretti)      | Sioma         | 8 499          |